# Кокоріна
Коко́ріна (рос. Кокорина) — присілок у складі Шадрінського району Курганської області, Росія. Входить до складу Ільтяковської сільської ради.
Населення — 96 осіб (2010, 121 у 2002).
Національний склад станом на 2002 рік: росіяни — 100 %.